# 다포탑 전차

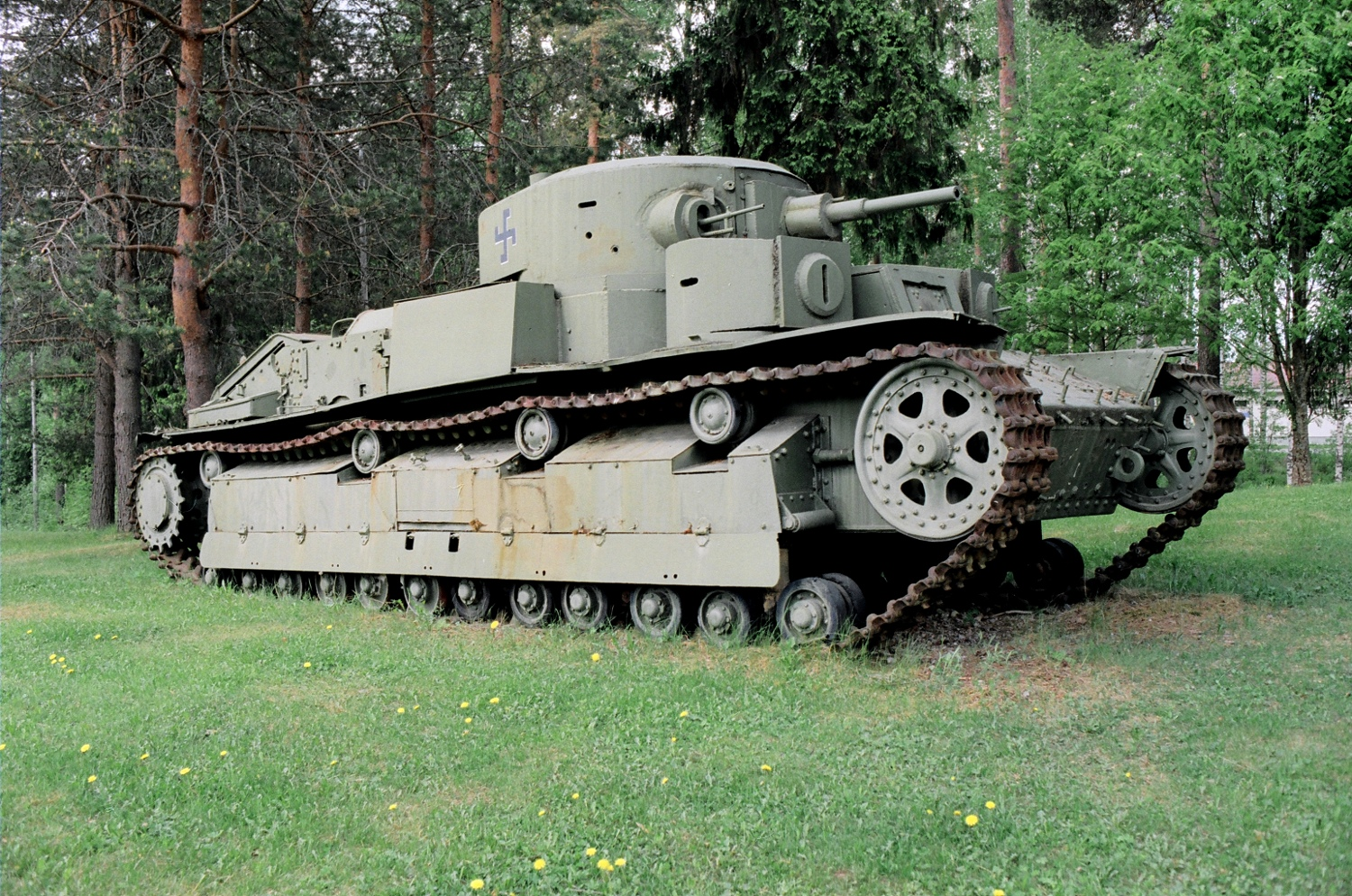
핀란드군이 나포한 대표적인 다포탑 전차인 T-28 중형전차의 모습.

다포탑 전차는 포탑이 여러 개 달린 전차를 뜻한다.

## 개요
다포탑 전차는 말과 같이, 전차에 포탑이 2개 이상 있는 전차를 일컫는다. 원래 다포탑 전차는 포의 사각지대를 없애기 위해 고안되었는데, 다포탑 전차는 실패한 전차 디자인 중 하나이다. 또한 다포탑 전차는 1개의 포탑에는 주포, 그외의 포탑에는 기관총을 달았다. 그리고 최초의 전차인 Mk 전차, 독일, 프랑스(이후에는 1개의 포탑만을 고수했다.)의 최초의 전차도 다포탑 전차이다. 그 중 소련은 다포탑 전차를 매우 좋아해 양산까지 갔었다. 그것의 대표적인 전차로는 T-28 중형전차 등이 있다. 그러나
| “ | 왜 전차에다 백화점을 차리려 하나! - 이오시프 스탈린 | ” |

를 발언하는 것과 같이, 이오시프 스탈린은 다포탑 전차를 싫어했다. 그래서 KV-1 전의 시제전차인 SMK 전차 외 하나의 전차가 양산되지 못하고 1개의 포탑이 달린 KV-1이 양산되었다. 결국 겨울전쟁 등에서 소련의 다포탑 전차보다 1개의 포탑이 달린 전차가 더욱 우수하다는 것이 밝혀져 소련도 양산을 그만두었다. 다포탑 전차와 유사한 것으론 다주포 전차가 있다.
다포탑 전차는 지휘계통에도 문제를 야기시킨다. 각 포탑마다 포탑장이 배치되어야 하며 이 포탑들 간에 상호 충돌을 막기 위해 전차 본부에 전차장 이외에도 포탑 관리 장교라는 보직을 새로 만들어 배치해야 한다. 이렇게 되면 전차장의 계급이 소령까지 치솟게 되며 전차 1대에 최소 2명 이상의 장교가 탑승하게 된다.
- 전차 본부

- 전차장: 소령
- 포탑 관리 장교: 대위(부전차장 겸직, 포탑 충돌 방지 임무)
- 탄약 담당관: 준위(각 포탑 간 탄약을 고르게 분배하는 임무)
- 조종수: 중사

- 각 포탑(포탑 1개 당 각 1명씩 편제)

- 포탑장: 상사
- 포수: 하사

이런 식의 편제가 된다.

## 다포탑 전차 목록
실패한 전차 디자인인 다포탑 전차형식인 다포탑 전차도 여럿 생산되었다.

### 소련
- 차르 전차
- T-26 경전차 초기형
- BT 전차 (초기모델 BT-2 전차 한정)
- T-28 중형전차
- T-35 전차
- SMK 전차 (KV 전차 문서 참고)
- T-100 전차 (KV 전차 문서 참고)

### 영국
- 빅커스 6 톤 (A형 모델 한정)
- 빅커스 A1E1 인디펜던트 전차[3]

### 프랑스
- 2C 전차

### 독일
- A7V 전차
- 노이바우파초이크 전차

### 폴란드
- 7TP

### 미합중국
- M3 리 전차
- M2 경전차 (M2A2, M2A3 전차 한정)
- M6 중전차

### 일본
- 95식 중전차
- 100식 초중전차

## 대중 매체에서
이러한 다포탑 전차도 대중 매체에 등장한다.

### 비디오 게임
- 월드 오브 탱크
- 월드 오브 탱크 블리츠
- 메탈 맥스 시리즈
- 메탈슬러그 시리즈
- 배틀 테크
- 스타크래프트 시리즈
- 전장의 발큐리아
- 커맨드 앤 컨커 시리즈

### 애니메이션
- 기동전사 건담
- 녹색전차 해모수

## 같이 보기
- 다주포 전차